# シメシ
『シメシ』は、毎日放送制作により、毎日放送とTBSで2015年6月から放送された日本のテレビドラマ。全4回。

## あらすじ
レストラン「Le Bon Vivre（ボンビーブル、仏：素晴らしき人生!）」ここでは特別な料理を振る舞っている。それは、もうこの世に存在しない”失われた料理”。葛藤や悩みを抱えた人達が、ここで再現された料理を食べることによって、再び、新しい人生を歩み始める。”始まりの飯” = 「始飯」なのだ。

## 登場人物

### メイン
寺屋敷錬一
演 - 村上淳
レストラン「ボンビーブル」のシェフ。寡黙で職人気質。
小瀬清
演 - 林遣都
レストラン「ボンビーブル」のセカンドシェフ。料理のアシストと”失われた料理”に関する情報を収集する調査係を兼任。
池山樹理
演 - 愛加あゆ
レストラン「ボンビーブル」のオーナー兼ギャルソン。

### ゲスト

#### 第1話
前岳壮太
演 - 光石研（幼少期 羽村仁成）
旅行代理店を経営。妻子持ち。7歳の誕生日に両親と食べに行った「キッチン浜田の煮込みハンバーグ」をオーダーする。
前岳壮太の父
演 - 山本浩司
前岳壮太の母
演 - 山田真歩
キッチン浜田のマスター
演 - 樋浦勉
前岳壮太の妻
演 - 友倉由美子
前岳壮太の娘
演 - 庭野結芽葉

#### 第2話
植松俊介
演 - 深水元基
湘南ブルーアストロズに所属するプロ野球選手。
北原利光
演 - ダンカン
日本海高校の野球部の監督。
北原監督の妻
演 - 高橋由美子

#### 第3話
網本綾子
演 - 田畑智子（中学時代 平山由梨）
38歳。演歌歌手。デビューは18歳。21歳の時に「巣鴨の恋」を発売しスマッシュヒット。
その後はヒット曲がなく地方での営業活動が中心に。
グラン・タカシマのマネージャー
演 - モロ師岡
グラン・タカシマのウェイター
演 - 山崎潤
網本勝男
演 - ミッキー・カーチス
綾子の祖父。

#### 第4話
大前田健司
演 - 波岡一喜（幼少期 木村聖哉、岡本拓真）
35歳。長男。3年前に大前田建設の社長になった。
大前田要
演 - 小柳友（幼少期 高橋曽良）
30歳。次男。後継者問題で兄との関係はぎくしゃくしている。
大前田貴美恵
演 - 朝加真由美
66歳。母。
大前田康弘
演 - 長谷川初範
父。大前田建設の会長。脳梗塞で意識不明の状態。

## スタッフ
- 企画・プロデュース - 大澤剛
- 脚本 - 金沢知樹
- 監督 - 小川弾
- チーフプロデューサー - 丸山博雄（毎日放送）
- プロデューサー - 藤田大輔（スタジオブルー）、近藤あゆみ（スタジオブルー）
- アソシエイトプロデューサー - 星友里恵（ワタナベエンターテインメント）、宮田幸太郎（スタジオブルー）
- 主題歌 - Ms.OOJA「花」[7]
- 音楽 - 濱田貴司
- 撮影 - 月永雄太
- 照明 - 高橋信
- 録音 - 島津未来介
- 美術 - 寺尾淳
- スタイリスト - 田村和之
- ヘアメイク - 田﨑ちひろ
- フードスタイリスト - 前田かおり
- 編集 - 田村友一
- 助監督 - 伊野部陽平
- ロケーション統括 - 柿本浩樹
- 監督助手 - 阿部綾子、清水優
- 撮影助手 - 伴徹、馬場孝郎
- 美術助手 - 青木聡美
- スタイリスト助手 - 持田洋輔
- フードスタイリスト助手 - 草野陽子、宮﨑よしふみ
- アシスタントプロデューサー - 田口梓
- 制作担当 - 細谷光
- 制作主任 - 垂木宙也
- 制作進行 - 柴田祐策、清水泰貴
- 車輛 - 西村信彦、田中昇、金沢明
- EED - 稲川実希
- MA - 中田仁
- 音響効果 - 小川沙織
- ポスプロコーディネイト - 吉田愛
- スチール - 川野結季歌
- タイトルデザイン - 藤沢厚輔
- 宣伝 - 安藤ひと実
- HP担当 - 加々本裕樹、山内絵美
- 編成 - 高橋俊博、池邉真佐哉
- 制作プロダクション - スタジオブルー
- 製作 - ドラマ「シメシ」製作委員会、毎日放送

## 放送日程
| 各話  | 放送日        | サブタイトル                   | まかないメシ                                     | 演出 | 視聴率 |
| ----- | ------------- | ------------------------------ | ------------------------------------------------ | ---- | ------ |
| 第1話 | 2015年6月22日 | キッチン浜田の煮込みハンバーグ | 牛ミンチとレンズ豆の”ガンボ風”スパイシーどんぶり |      | 1.1    |
| 第2話 | 2015年6月29日 | 恩師の雪見鍋                   | 生姜が効いた!ブリのフィッシュバーガー            |      | 1.8    |
| 第3話 | 2015年7月6日  | グラン・タカシマのオムライス   | チキンとエビのガーリック・ドリア                 |      | 0.8    |
| 第4話 | 2015年7月13日 | 父の焼きそば                   | 牛すじ & マッシュルームカレー                    |      | 1.0    |

## ネット局
| 放送対象地域 | 放送局             | 系列    | 放送期間                | 放送日時                     | 備考        |
| ------------ | ------------------ | ------- | ----------------------- | ---------------------------- | ----------- |
| 近畿広域圏   | 毎日放送（MBS）    | TBS系列 | 2015年6月22日 - 7月13日 | 月曜 0:50 - 1:20（日曜深夜） | 制作局      |
| 関東広域圏   | TBSテレビ（TBS）   | TBS系列 | 2015年6月24日 - 7月15日 | 水曜 1:11 - 1:41（火曜深夜） |             |
| 福岡県       | RKB毎日放送（RKB） | TBS系列 | 2016年4月20日・4月27日  | 水曜 1:55 - 2:55（火曜深夜） | 2話連続放送 |
| 北海道       | 北海道放送（HBC）  | TBS系列 | 2016年6月27日 - 6月30日 | 月曜 - 木曜 10:30 - 11:00    |             |